# Copitarsia sobria
Copitarsia sobria là một loài bướm đêm trong họ Noctuidae.